# Eliza Campus
Eliza Campus (nume la naștere: Eskenazy; n. 1908, București, România – d. 2004, București, România) a fost o profesoară, istoric, autor de cărți de istorie și roman istorice și popularizator a istoriei prin cărțile de istorie și ficțiune istorică pe care le-a publicat.

## Biografie
Eliza Campus s-a născut într-o familie de evrei de rit spaniol din București. Unul dintre strămoșii ei, Eliachim, a fost medicul lui Ștefan cel Mare în anii 1492 - 1504. A studiat la școala elementară a comunității evreilor spanioli din România, liceul la Școala Centrală, și apoi studiile universitare la Facultatea de Istorie a Universității din București. Ea a fost studentul preferat a profesorului Nicolae Iorga și, la terminarea studiilor sale, l-a însoțit în călătoriile sale de cercetare în orașele din Europa și America.A fost doctor în istorie,  profesor secundar în 1949, șef de lucrări (1949-1951), conferențiar  între anii 1952-1958 la Facultatea de Istorie în București. Cercetător științific principal (1951-1975) și șef de sector (1951-1970) la Institutul de istorie N. Iorga", București. Datorită activității sale didactice, această a fost premiată cu  Premiul ,,Ștefan Gheorghiu" al Academiei R.S. România (1968). A fost o specialistă  în istoria contemporană  a României universale și s-a remarcat printr-o serie de lucrări, studii și  articole privind întreagă arie a politicii externe și a situației internaționale a României în perioada interbelică.
În timpul Holocaustului din România și a guvernărilor antisemite din România, când evreii au fost expulzați din instituțiile române de învățământ, pentru a subzista în București, Campus a fost directoare, profesoară și educatoare la școala de evrei sefarzi și a rămas în această funcție până în 1948.
După cel de-al Doilea Război Mondial a fost profesoară de istorie la Universitatea din București, dar a fost dată afară în anii 1950. Campus a continuat să lucreze ca istoric specializat în relații externe și cercetător de relații diplomatice la Institutul de Istorie „Nicolae Iorga”.

## Lucrări

### Cărți
- 1968 Mica înțelegere,Bucuresti,1968.[4]
- 1969 Studii privind politica externă a României 1919 - 1939;
- 1972 Înțelegerea Balcanică;
- 1980 Culegere de studii 1971 - 1977;
- 1980 Din politica externă a României 1913 - 1947;
- 1983 România la Conferința de Pace de la Paris, 1918 - 1920;
- 1998 Raymond Poincare - 1860 - 1934; un om în istoria lumii; Din istoria relațiilor româno-franceze;
- 2002 Pentru Moldova, roman istoric centrat pe imaginea lui Dimitrie Cantemir.

### Studii și articole
- 1983 „Thomas Masaryk”, în Diplomați iluștri, vol. IV, Editura Politică, București, pp. 244–300.